# 4109 Anokhin
4109 Anokhin је астероид главног астероидног појаса чија средња удаљеност од Сунца износи 2,264 астрономских јединица (АЈ).
Апсолутна магнитуда астероида је 13,7.